# Língua bai
A língua Bai (Bai: Baip‧ngvp‧zix; chinês tradicional: 白語, chinês simplificado: 白语, pinyin: Báiyǔ) é falada na China, principalmente na província de Yunnan pelo povo bai. São mais de um milhão de falantes, os quais podem falar um de seus principais dialetos. É uma língua tonal que apresenta, o Bai, as vogais Bai oito tons e um rico inventário de vogais.
Como é comum dentre as línguas do Sudeste Asiático, as vogais Bai apresentam a oposição entre vogais fortes e lenes (voz produzida na laringe normal).  Existe uma pequena quantidade de literatura tradicional escrita com caracteres chineses, (escrita dita “Bowen”) ( 僰 文), bem como várias publicações recentes impressas recentemente num sistema padronizado de romanização usando o alfabeto latino.

## Classificação
A posição dessa língua (ou grupo linguístico) dentro da família sino-tibetana é indeterminada. Tradicionalmente, Bai foi considerado uma língua tibeto-birmanesa, mas R.A.D. Forrest em 1948 veio a nova ideia de que fosse uma prto-sinítica, uma ramificação do Chinês Antigo.  Desde a última geração, esse argumento foi assumido por Sergei Starostin, G. van Driem e S. Zhengzhang. O estado do debate sobre a posição genética de Bai foi pesquisado por Wang (2005), que salienta que a investigação adequada da questão é dificultada pelo fato de Proto-Bai, o antepassado dos três dialetos modernos, ainda não ter sido reconstruído. Na verdade, os próprios dialetos ainda não foram completamente descritos.
A questão é complicada pelo fato de que o vocabulário Bai vocabulário foi influenciado desde milênios pelas línguas Tibeto-Birmanesas vizinhas e várias variedades de línguas chineses. O Sinologista Jerry Norman]] declarou: " Embora provavelmente se esteja indo muito longe ao considerar o Bai um dialeto chinês, suas ligações mais próximas com as siníticas não podem ser facilmente descartadas."

## Variantes
Dentro da área básica do Bai, são reconhecidos três dialetos, que podem ser também línguas distintas: Jianchuan (Central), Dali (Sul) e Bijiang (Norte). Jianchuan e Dali são próximo, os falantes são aptos a entender uns aos outros depois de viver juntos por um mês. Bijiang é mais divergente e pode ser dividido duas línguas, Panyi e Lama (Birmânia), o último misturado com a língua sino-tibetana Nung.
O Laemae (  lɛ˨˩mɛ˨˩ , Leimai, Leimo) é um clã com cerca de 50 mil pessoas que estão integradas ao povo Lisu, São conhecidos por falar uma "linguagem grupal Bai" (Bradley 2007: 363). Bradley (2007) estima que existam cerca de 15 mil falantes de Laemae no condado Fugong , Yunnan. Lisu e Bai Norte também são falados na região.
Obra de Wang Feng (2012) apresenta um árvore de 9 dialetos Bai dialects  O Lama (拉玛) está em Tuoluo, Gongxing, Enqi; o Lemo (勒墨) está em Ega e Jinman.
Bai
- Norte
  - Gongxing (共兴), Condado Lanping
  - (núcleo)
    - Enqi (恩棋), Condado Lanping]; Jinman (金满), Condado Lushui
    - Tuoluo (妥洛), Condado Weixi
    - Ega (俄嘎), Condado Lushui
- Sul
  - Mazhelong (马者龙), Condado Qiubei
  - (núcleo)
    - Jinxing (金星), Condado Jianchuan
    - Dashi (大石), Condado Heqing
    - Zhoucheng (周城), Dali City

Wang (2012) também indica presença do Bai em Xicun, Dacun, Shalang, Kunming  (昆明市沙朗乡大村西村). 

## Gramática
Bai possui uma ordem sintática básica de sujeito-verbo-objeto (SVO). Porém, a ordem sujeito-objeto-verbo  (SOB) pode ser encontrada em frases interrogativas e negativas.